# Liste des gouverneurs des Mariannes
Voici la liste des gouverneurs des îles Mariannes, archipel de l'océan Pacifique composé actuellement des Îles Mariannes du Nord et de Guam.

## Gouverneurs espagnols
- 16 juin 1668-1672: Diego Luis de San Vitores (informellement gouverneur)
- 1676-1680: Francisco de Irrisarri y Vinar
- 1680-1681: José de Quiroga
- 1681-1684: Antonio de Saravi
- 1684-1696: Damian de Esplana
- 1er août 1696-15 septembre 1700: José Madrazo
- 15 septembre 1700-1er octobre 1704: Francisco Medrano y Asiain
- 1er octobre 1704-1er octobre 1709: Antonio de Villamor y Vadillo
- 1er octobre 1709-21 novembre 1720: Juan Antonio Pimentel
- 21 novembre 1720-4 avril 1725: Luis Antonio Sánchez de Tagle
- 4 avril 1725-28 septembre 1725: Juan de Ojeda
- 28 septembre 1725-12 février 1730: Manuel Argüelles y Valdés
- 12 février 1730-1er novembre 1730: Pedro Lazo de la Vega
- 1er novembre 1730-21 août 1734: Diego Félix de Balboa
- 21 août 1734-2 avril 1740: Francisco Cárdenas Pacheco
- 2 avril 1740-21 septembre 1746: Miguel Fernández de Cárdenas
- 21 septembre 1746-8 septembre 1749: Diego Gómez de la Sierra
- 8 septembre 1749-6 novembre 1756: Enrique de Olavide y Michelena (première fois)
- 6 novembre 1756-20 novembre 1759: Andrés del Barrio y Rabago
- 20 novembre 1759-9 juin 1768: José de Soroa
- 9 juin 1768-15 septembre 1771: Enrique de Olavide y Michelena (deuxième fois)
- 15 septembre 1771-15 juin 1774: Mariano Tobias
- 15 juin 1774-6 juin 1776: Antonio Apodaca
- 6 juin 1776-21 août 1786: Felipe de Cera
- 21 août 1786-2 septembre 1794: José Arlegui y León
- 2 septembre 1794-12 janvier 1802: Manuel Muro
- 12 janvier 1802-18 octobre 1806: Vicente Blanco
- 18 octobre 1806-26 juillet 1812: Alejandro Parreno
- 26 juillet 1812-15 août 1822: José de Medinilla y Pineda (première fois)
- 15 août 1822-15 mai 1823: José Montilla
- 15 mai 1823-1er août 1826: José Ganga Herrero
- 1er août 1826-26 septembre 1831: José de Medinilla y Pineda (deuxième fois)
- 26 septembre 1831-1er octobre 1837: Francisco Ramón de Villabos
- 1er octobre 1837-1er octobre 1843: José Causillas Salazar
- 1er octobre 1843-4 avril 1848: Gregorio Santa Maria
- 7 avril 1848-8 septembre 1848: Félix Calvo (provisoire)
- 8 septembre 1848-16 mai 1855: Pablo Pérez
- 16 mai 1855-28 janvier 1866: Felipe Maria de la Corte
- 28 janvier 1866-17 août 1871: Francisco Moscoso y Lara
- 17 août 1871-24 mars 1873: Luis de Ybánez y García
- 24 mars 1873-16 janvier 1875: Eduardo Beaumont y Calafat
- 16 janvier 1875-15 août 1880: Manuel Bravo y Barrera
- 15 août 1880-14 mars 1884: Francisco Brochero y Parreno
- 14 mars 1884-17 juillet 1884: Enrique Solano (première fois)
- 17 juillet 1884-Novembre 1884: Antonio Borreda (provisoire)
- Novembre 1884-1885: Francisco Olive y García
- 1885-20 avril 1890: Enrique Solano (deuxième fois)
- 20 avril 1890-14 août 1891: Joaquín Vara del Rey y Rubio
- 14 août 1891-23 août 1892: Luis Santos
- 23 août 1892-1er septembre 1893: Vicente Gómez Hernández
- 1er septembre 1893-1893: Juan Godoy (provisoire)
- 1893-24 décembre 1895: Emilio Galisteo Brunenque
- 24 décembre 1895-15 février 1897: Jacobo Marina
- 15 février 1897-17 avril 1897: Angelo Nieto (provisoire)
- 17 avril 1897-21 juin 1898: Juan Marina

## Officier de district (Bezirksamtmann) allemand
- 1899-1907: Georg Fritz

## Stationsleiter allemands
- 1907-Avant 1909: Arno Senfft
- Vers 1909-Vers 1910: Karl Kirn
- Après 1910-14 octobre 1914: Reichel